# كورتيسيرا أموريم
كورتيسيرا أموريم (بالإنجليزية: Corticeira Amorim SGPS، SA) ، هي شركة برتغالية تابعة لشركة مجموعة أموريوم وتزعم أنها كانت رائدة على مستوى العالم في صناعة الفلين لأكثر من 130 عامًا، مع عمليات في مئات البلدان في جميع أنحاء العالم. كورتيسيرا أموريم مسؤولة عن إدارة 70 شركة تعمل في صناعة الفلين والبحث والتطوير والترويج وبيع المنتجات والحلول الجديدة لصناعة الفلين. أنطونيو ريوس دي أموريم هو رئيس مجلس الإدارة والرئيس التنفيذي للشركة. تم تنظيمها في خمس وحدات أعمال - المواد الخام، وسدادات الفلين، وأغطية الأرضيات والجدران، والفلين المركب والفلين العازل - تبيع كورتيسيرا أموريم مجموعة من المنتجات إلى حد كبير لصناعات مثل صناعة الطيران والبناء وإنتاج النبيذ؛ نتيجة للاستثمار في البحث والتطوير. إن شركة أموريم القابضة مدرجة في بورصة يورونكست لشبونة.

## روابط خارجية
- الموقع الرسمي نسخة محفوظة 6 نوفمبر 2013 على موقع واي باك مشين.
- موقع مجموعة أموريم نسخة محفوظة 6 نوفمبر 2013 على موقع واي باك مشين.